# Liste der Biografien/Hur
Liste der Biografien |
Portal Biografien |
Personensuche
# |
A |
B |
C |
D |
E |
F |
G |
H |
I |
J |
K |
L |
M |
N |
O |
P |
Q |
R |
S |
T |
U |
V |
W |
X |
Y |
Z |
?
 
Ha |
Hd |
He |
Hi |
Hj |
Hk |
Hl |
Hm |
Hn |
Ho |
Hr |
Hs |
Ht |
Hu |
Hv |
Hw |
Hy
 
Hua |
Hub |
Huc |
Hud |
Hue |
Huf |
Hug |
Huh |
Hui |
Huj |
Huk |
Hul |
Hum |
Hun |
Huo |
Hup |
Huq |
Hur |
Hus |
Hut |
Huu |
Huv |
Huw |
Hux |
Huy |
Huz
Die Liste der Biografien führt alle Personen auf, die in der deutschsprachigen Wikipedia einen Artikel haben. Dieses ist eine Teilliste mit 379 Einträgen von Personen, deren Namen mit den Buchstaben „Hur“ beginnt.

## Hur
- Hur, König von Midian
- Hur, Jae (* 1965), südkoreanischer Basketballspieler
- Hür, Kemal (* 1968), türkisch-deutscher freier Journalist
- Hur, Suk-ho (* 1973), südkoreanischer Berufsgolfer

### Hura
- Hurajt, Pavol (* 1978), slowakischer Biathlet
- Hurani, Sonja (* 1984), deutsche Schauspielerin und Sängerin mit arabischen Wurzeln
- Huras, Larry (* 1955), kanadischer Eishockeyspieler und Eishockeytrainer
- Hurault de Cheverny, Philippe (1528–1599), Kanzler von Frankreich, Graf von Cheverny

### Hurb
- Hurban Vajanský, Svetozár (1847–1916), slowakischer Politiker und Schriftsteller
- Hurban, Jozef Miloslav (1817–1888), slowakischer Schriftsteller, Journalist und Politiker
- Hurbanek, Kay (* 1982), deutscher Eishockeyspieler
- Hurbean, Nicolae (1928–1999), rumänischer Politiker (PCR) und Botschafter
- Hürbin, Joseph (1863–1912), Schweizer Historiker

### Hurc
- Hurcabaatur, Solonggod L. (* 1959), mongolischer Wissenschaftler zur Ethnologie und Zentralasienkunde
- Hurch, Hans (1952–2017), österreichischer Filmjournalist, Kulturmanager und Kurator

### Hurd
- Hurd, Alexander (1910–1982), kanadischer Eisschnellläufer
- Hurd, Anthony, Baron Hurd (1901–1966), britischer Politiker, Mitglied des House of Commons, Landwirt und Journalist
- Hurd, Cuthbert (1911–1996), US-amerikanischer Informatiker und Mathematiker
- Hurd, Douglas (* 1930), britischer Politiker und Diplomat
- Hurd, Elizabeth Shakman (* 1970), US-amerikanische Religions- und Politikwissenschaftlerin
- Hurd, Frank H. (1840–1896), US-amerikanischer Politiker
- Hurd, Gale Anne (* 1955), US-amerikanische Filmproduzentin
- Hurd, Jarrett (* 1990), US-amerikanischer Boxer im Halbmittelgewicht
- Hurd, Jeff (* 1975), US-amerikanischer Politiker der Republikanischen Partei
- Hurd, Joseph E., US-amerikanischer Offizier, Generalleutnant der US Air Force
- Hurd, Mark (1957–2019), US-amerikanischer Manager
- Hurd, Michelle (* 1966), US-amerikanische Fernseh- und FilmschauspielerinMichelle Hurd (* 1966)

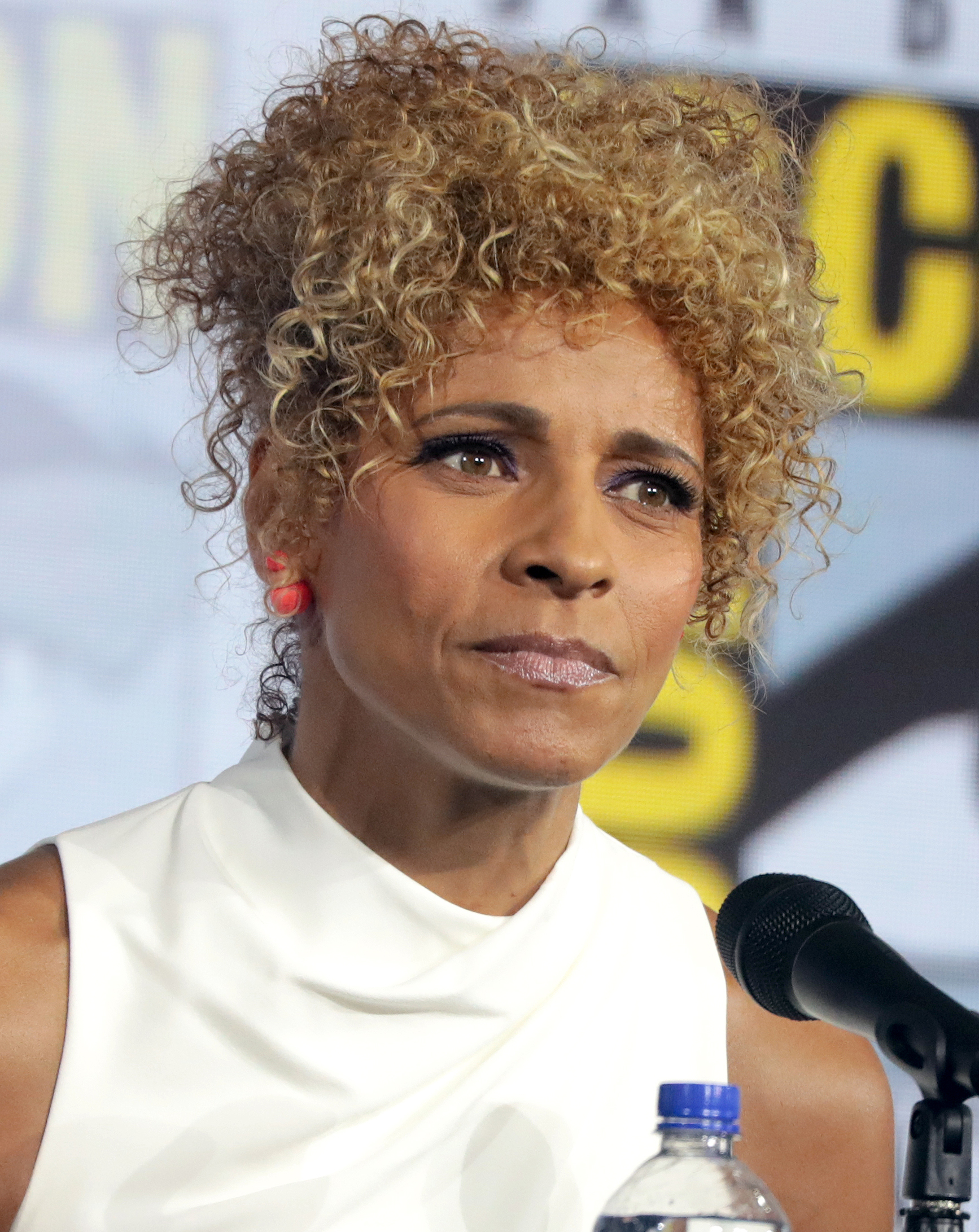
Michelle Hurd (* 1966)

- Hurd, Morgan (* 2001), US-amerikanische Kunstturnerin
- Hurd, Paige (* 1992), US-amerikanische Schauspielerin
- Hurd, Percy (1864–1950), britischer Politiker
- Hurd, Peter (1904–1984), US-amerikanischer Maler, Druckgrafiker und Illustrator
- Hurd, Ryan (* 1986), US-amerikanischer Countrysänger
- Hurd, Tiombe (* 1973), US-amerikanische Dreispringerin
- Hurd, Will (* 1977), US-amerikanischer Politiker
- Hurd-Mead, Kate Campbell (1867–1941), US-amerikanische Feministin und Geburtshelferin
- Hurd-Wood, Rachel (* 1990), britische SchauspielerinRachel Hurd-Wood (* 1990)

Rachel Hurd-Wood (* 1990)

- Hurdalek, Georg (1908–1980), deutscher Drehbuchautor und Filmregisseur
- Hurdálek, Josef Franz (1747–1833), Bischof von Leitmeritz
- Hurdelhey, Rolf (1927–2022), deutscher Musiker, Sänger, Komponist und Arrangeur
- Hürden, Erich (1884–1969), österreichischer Maler und Grafiker
- Hurdes, Felix (1901–1974), österreichischer Politiker, Mitbegründer der ÖVP
- Hurdis, Charles E. (1893–1977), US-amerikanischer Offizier, Generalmajor der US-Army
- Hurdoyal, Teeruthraj, mauritischer Politiker

### Hure
- Huré, Francis (1916–2021), französischer Schriftsteller und Diplomat
- Huré, Jean (1877–1930), französischer Komponist und Organist
- Huré, Marguerite (1895–1967), französische Malerin und Glasmalerin
- Hureau, Alexandre-Antoine, Baron de Sénarmont (1769–1810), französischer Général de division
- Hureau, Jean-Claude (* 1936), französischer Ichthyologe
- Hurek, Markus (* 1972), deutscher Journalist und Fotograf
- Hurel, Jacques (1939–2021), französischer Radrennfahrer
- Hurel, Maurice (1896–1982), französischer Marineoffizier und Luftfahrtpionier
- Hurel, Philippe (* 1955), französischer Komponist
- Hurel, Tony (* 1987), französischer Radrennfahrer
- Huremović, Jasmina (* 1992), Laiendarstellerin
- Hurenka, Sjarhej (* 1972), belarussischer Fußballspieler
- Hurenko, Stanislaw (1936–2013), sowjetischer und ukrainischer Politiker, Mitglied des Politbüros der KPdSU
- Hurepel, Philipp († 1234), Sohn von Philipp II. von Frankreich und Agnes von Andechs-Meranien
- Huret, André (1891–1964), französischer Radrennfahrer und Unternehmer
- Huret, Constant (1870–1951), französischer Radrennfahrer
- Huret, Jules (1863–1915), französischer Journalist
- Hurewicz, Witold (1904–1956), polnischer Mathematiker
- Hurezeanu, Emil (* 1955), rumänischer Autor, Publizist und Politologe

### Hurf
- Hürfeld, Bernhard (1891–1966), Priester der katholischen Kirche
- Hurford, Peter (1930–2019), britischer Organist und Komponist

### Hurh
- Hürholz, Margareta (* 1954), deutsche Organistin

### Huri
- Hurich, Christoph (* 1988), österreichischer Handballschiedsrichter
- Hurich, Thomas (* 1992), österreichischer Handballtorwart
- Hurin, Anatoli (* 1984), ukrainischer Rennrodler und Naturbahnrodler
- Hüring, Hubert (* 1950), deutscher Fußballspieler und -trainer

### Hurk
- Hurka, Florian (* 1973), deutscher Altphilologe und Hochschullehrer
- Hurka, Friedrich Franz (1762–1805), böhmischer Opernsänger (Tenor), Dirigent und Komponist
- Hurka, Josef Martin (* 1756), tschechischer Komponist und Cellist
- Hurkacz, Hubert (* 1997), polnischer TennisspielerHubert Hurkacz (* 1997)

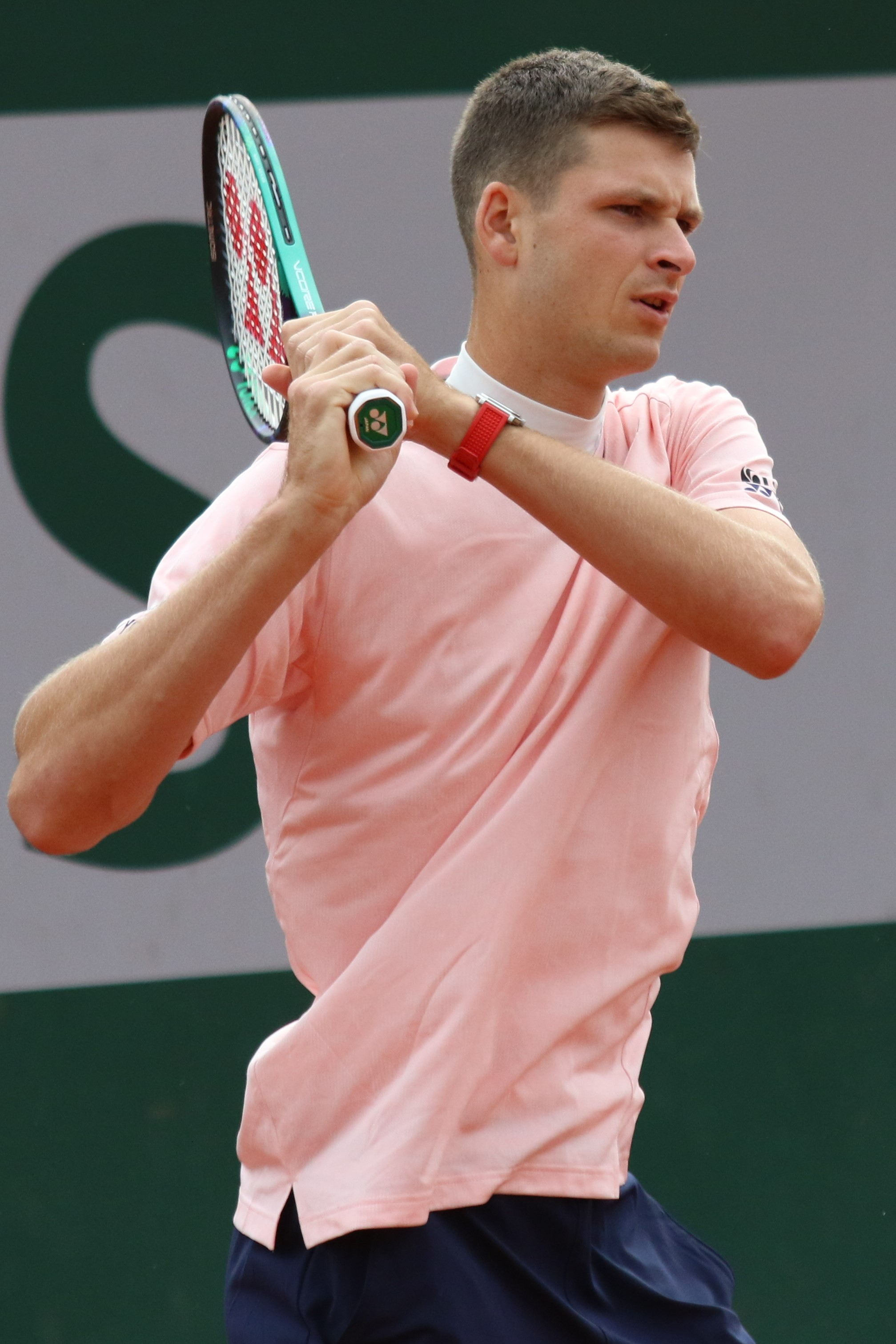
Hubert Hurkacz (* 1997)

- Hurkmans, Antonius (* 1944), niederländischer Geistlicher, Bischof von ’s-Hertogenbosch
- Hurkmans, Maarten (* 1997), niederländischer Ruderer
- Hůrková, Klára (* 1962), tschechisch-deutsche Schriftstellerin
- Hurkowskyj, Jewhen (* 1980), ukrainischer Handballspieler

### Hurl
- Hürland-Büning, Agnes (1926–2009), deutsche Politikerin (CDU), MdB, Industrielobbyistin
- Hurlburt-Yu, Joshua (* 1994), kanadischer Badmintonspieler
- Hurlbut, Shane (* 1964), US-amerikanischer Kameramann
- Hurlbut, Stephen A. (1815–1882), US-amerikanischer Politiker, Diplomat und Offizier
- Hurle, Karl (* 1939), deutscher Agrarwissenschaftler
- Hurlebusch, August Ferdinand (1756–1833), deutscher Jurist
- Hurlebusch, Conrad Friedrich († 1765), deutscher Komponist des Barock
- Hurlebusch, Gerhard Ludwig (1753–1813), Hofmedikus
- Hurlemann, René (* 1973), deutscher Psychiater und Neurowissenschaftler
- Hurler, Gertrud (1889–1965), deutsche Pädiaterin
- Hurler, Jost (1918–2003), deutscher Unternehmer
- Hurley, Alicia (* 1988), kanadische Biathletin
- Hurley, Andy (* 1980), US-amerikanischer SchlagzeugerAndy Hurley (* 1980)

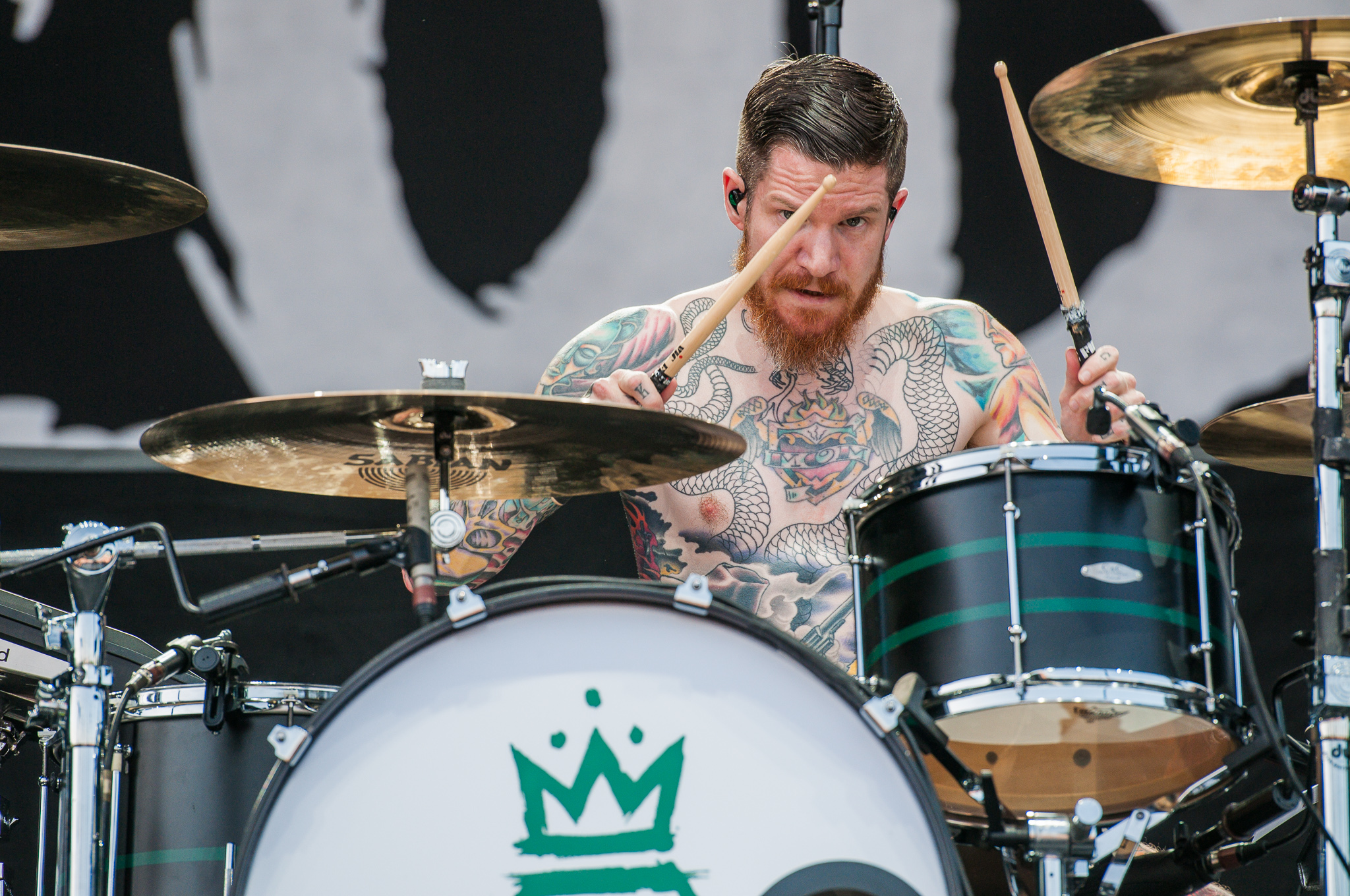
Andy Hurley (* 1980)

- Hurley, Bobby (* 1971), US-amerikanischer Basketballspieler und -trainer
- Hurley, Chad (* 1977), US-amerikanischer Internet-Unternehmer
- Hurley, Charles F. (1893–1946), US-amerikanischer Politiker
- Hurley, Clyde (1916–1963), US-amerikanischer Jazztrompeter des Swing
- Hurley, Courtney (* 1990), US-amerikanische Degenfechterin
- Hurley, Craig (* 1968), US-amerikanischer Filmschauspieler
- Hurley, Daniel (* 1940), australischer Geistlicher, emeritierter römisch-katholischer Bischof von Darwin
- Hurley, David (* 1953), australischer Offizier und Generalgouverneur
- Hurley, Denis Eugene (1915–2004), südafrikanischer Ordensgeistlicher, Erzbischof von Durban, Konzilsvater
- Hurley, Denis M. (1843–1899), US-amerikanischer Politiker
- Hurley, Douglas G. (* 1966), US-amerikanischer Astronaut der NASA
- Hurley, Elizabeth (* 1965), britische Schauspielerin, Filmproduzentin und ModelElizabeth Hurley (* 1965)

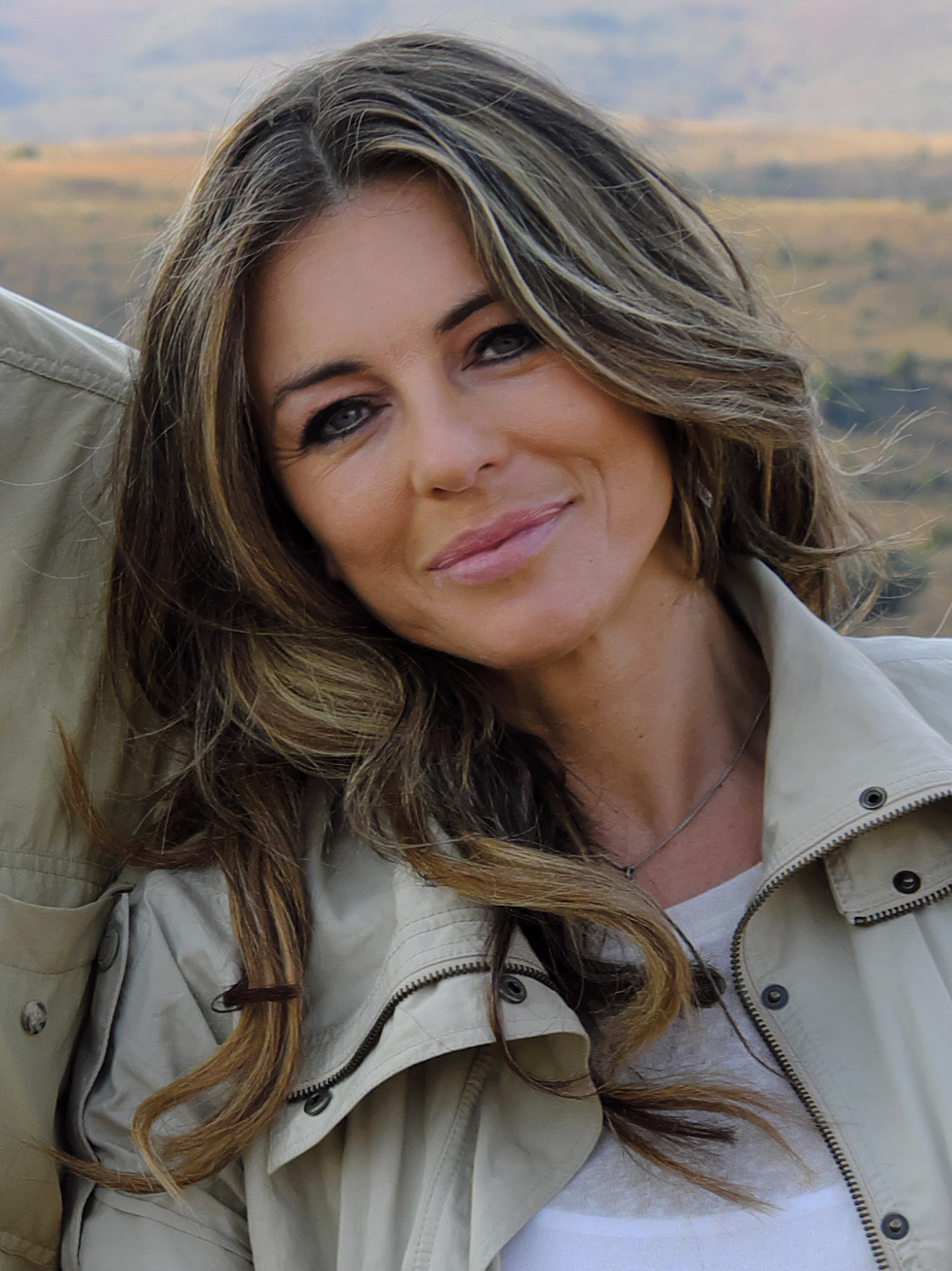
Elizabeth Hurley (* 1965)

- Hurley, Francis Thomas (1927–2016), US-amerikanischer Geistlicher, katholischer Erzbischof von Anchorage
- Hurley, Frank (1885–1962), australischer Fotograf und Kameramann
- Hurley, James H., US-amerikanischer Biophysiker, Zell- und Molekularbiologe
- Hurley, Joseph (1914–1982), US-amerikanischer Szenenbildner und Artdirector
- Hurley, Joseph L. (1898–1956), US-amerikanischer Politiker
- Hurley, Joseph Patrick (1894–1967), US-amerikanischer Geistlicher, Bischof von Saint Augustine
- Hurley, Kameron (* 1980), amerikanische Schriftstellerin
- Hurley, Kelley (* 1988), US-amerikanische Degenfechterin
- Hurley, Marcus (1883–1941), US-amerikanischer Radrennfahrer
- Hurley, Mark Joseph (1919–2001), US-amerikanischer Geistlicher, römisch-katholischer Bischof von Santa Rosa in California
- Hurley, Maurice (1939–2015), US-amerikanischer Fernsehproduzent und Drehbuchautor
- Hurley, Michael (1941–2025), US-amerikanischer Musiker, Singer-Songwriter, Cartoonist und MalerMichael Hurley (1941–2025)

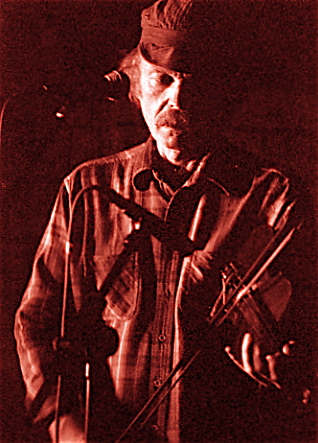
Michael Hurley (1941–2025)

- Hurley, Myke (* 1988), britischer Podcaster
- Hurley, Nigel (* 1969), britischer Pianist, Organist und Komponist
- Hurley, Patrick J. (1883–1963), US-amerikanischer Soldat, Politiker und Diplomat
- Hurley, Patrick Mason (1912–2000), US-amerikanischer Geologe und Geochemiker
- Hurley, Red (* 1949), irischer Schlagersänger
- Hurley, Robert A. (1895–1968), Geschäftsmann, Politiker und Gouverneur von Connecticut
- Hurley, Steve (* 1962), US-amerikanischer DJ und Musikproduzent
- Hurley, Walter Allison (* 1937), US-amerikanischer Geistlicher, emeritierter römisch-katholischer Bischof von Grand Rapids
- Hurlic, Philip (1927–2014), US-amerikanischer Kinderdarsteller
- Hürlimann, Alois (1916–2003), Schweizer Politiker (Katholisch-Konservative)
- Hürlimann, Bettina (1909–1983), deutsch-schweizerische Verlegerin und Kinderbuchautorin
- Hürlimann, Brigitte (* 1963), Schweizer Journalistin und Schriftstellerin
- Hürlimann, Bruno (* 1962), Schweizer Radrennfahrer
- Hürlimann, Christoph (* 1938), Schweizer reformierter Pfarrer und Schriftsteller
- Hürlimann, Ernst (1921–2001), deutscher Karikaturist
- Hürlimann, Ernst (* 1934), Schweizer Ruderer
- Hürlimann, Erwin (1880–1968), Schweizer Manager
- Hürlimann, Eva (* 1983), Schweizer Triathletin
- Hürlimann, Gisela (* 1969), Schweizer Historikerin
- Hürlimann, Hans (1918–1994), Schweizer PolitikerHans Hürlimann (1918–1994)

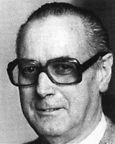
Hans Hürlimann (1918–1994)

- Hürlimann, Hans Heinrich (1806–1875), Schweizer Politiker und Unternehmer
- Hürlimann, Igor (* 1983), Schweizer Fußballspieler
- Hürlimann, Johann († 1577), Schweizer römisch-katholischer Theologe und GeistlicherJohann Hürlimann († 1577)

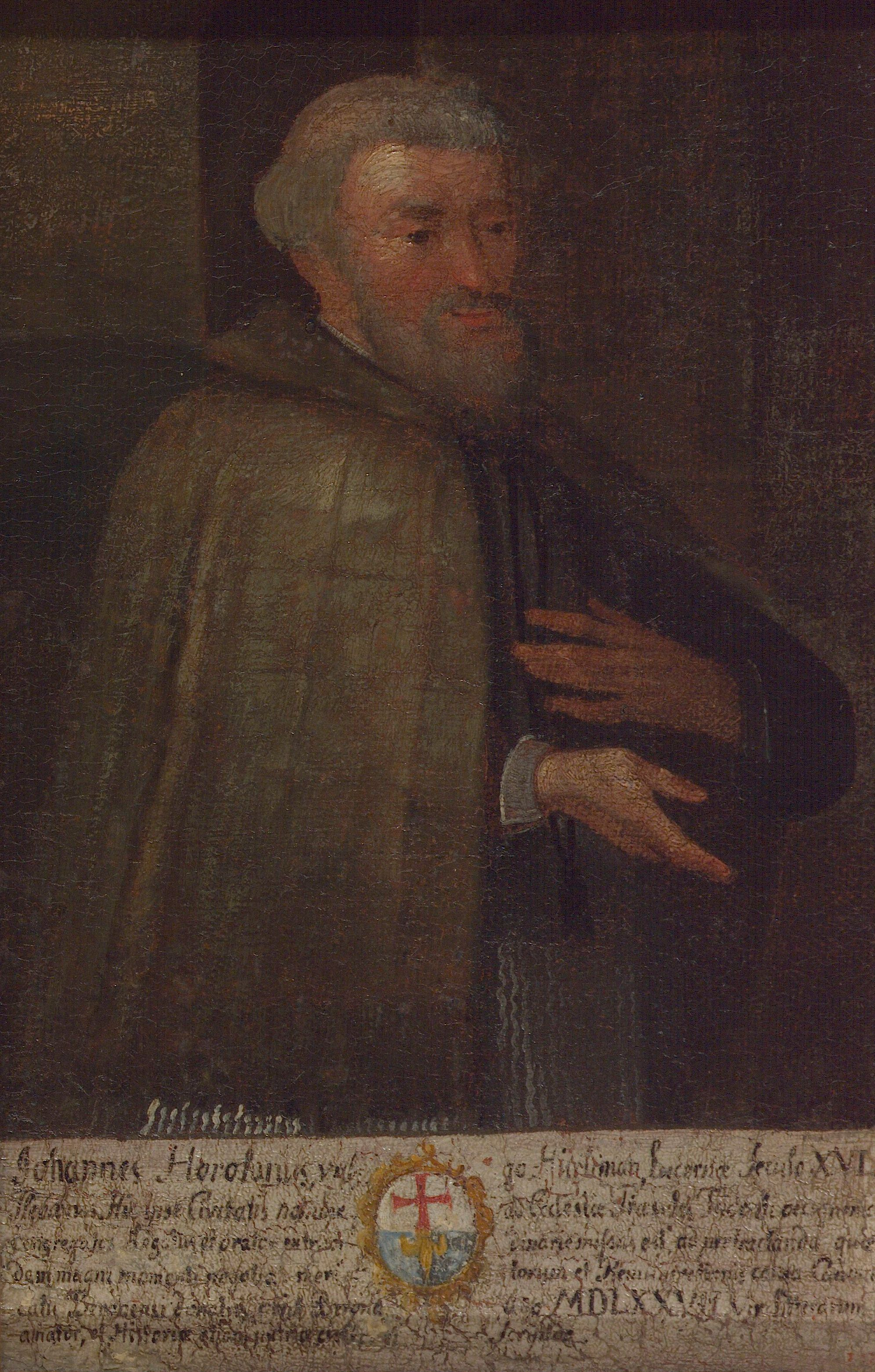
Johann Hürlimann († 1577)

- Hürlimann, Johann (1793–1850), Schweizer Bildender Künstler und Kupferstecher
- Hürlimann, Johann Jakob (1796–1853), Schweizer Unternehmer und Politiker
- Hürlimann, Manfred (* 1958), schweizerisch-deutscher Maler und Graphiker
- Hürlimann, Martin (1897–1984), Schweizer Verleger und Herausgeber der Zeitschrift „Atlantis“
- Hürlimann, Patrick (* 1963), Schweizer Curler
- Hürlimann, Robert (* 1967), Schweizer Curling-Sportler
- Hürlimann, Thomas (* 1950), Schweizer Schriftsteller
- Hürlimann, Trudi (1918–2013), Schweizer Künstlerin
- Hürlimann, Urs (* 1955), Schweizer Politiker
- Hürlimann, Walter (1899–1979), Schweizer Bildhauer und Zeichner
- Hürlimann-Kaup, Bettina (* 1967), Schweizer Rechtswissenschaftlerin und Hochschullehrerin
- Hurlin, Ralph Gibney (1888–1992), US-amerikanischer Statistiker
- Hurlstone, William (1876–1906), englischer Komponist

### Hurm
- Hurm, Bernhard (* 1956), deutscher Schauspieler, Hörspielsprecher, Autor, Theatergründer, Regisseur und Intendant
- Hurm, Gerd (* 1958), deutscher Hochschullehrer für Amerikanistik und Leiter des Trierer Centrum für Amerikastudien
- Hurm, Karl (1930–2019), deutscher Maler der Naiven Kunst
- Hurm, Wilhelm (1848–1896), deutscher Arzt, Kunstfreund und Politiker, MdBB
- Hurmacı, Özer (* 1986), türkischer FußballspielerÖzer Hurmacı (* 1986)

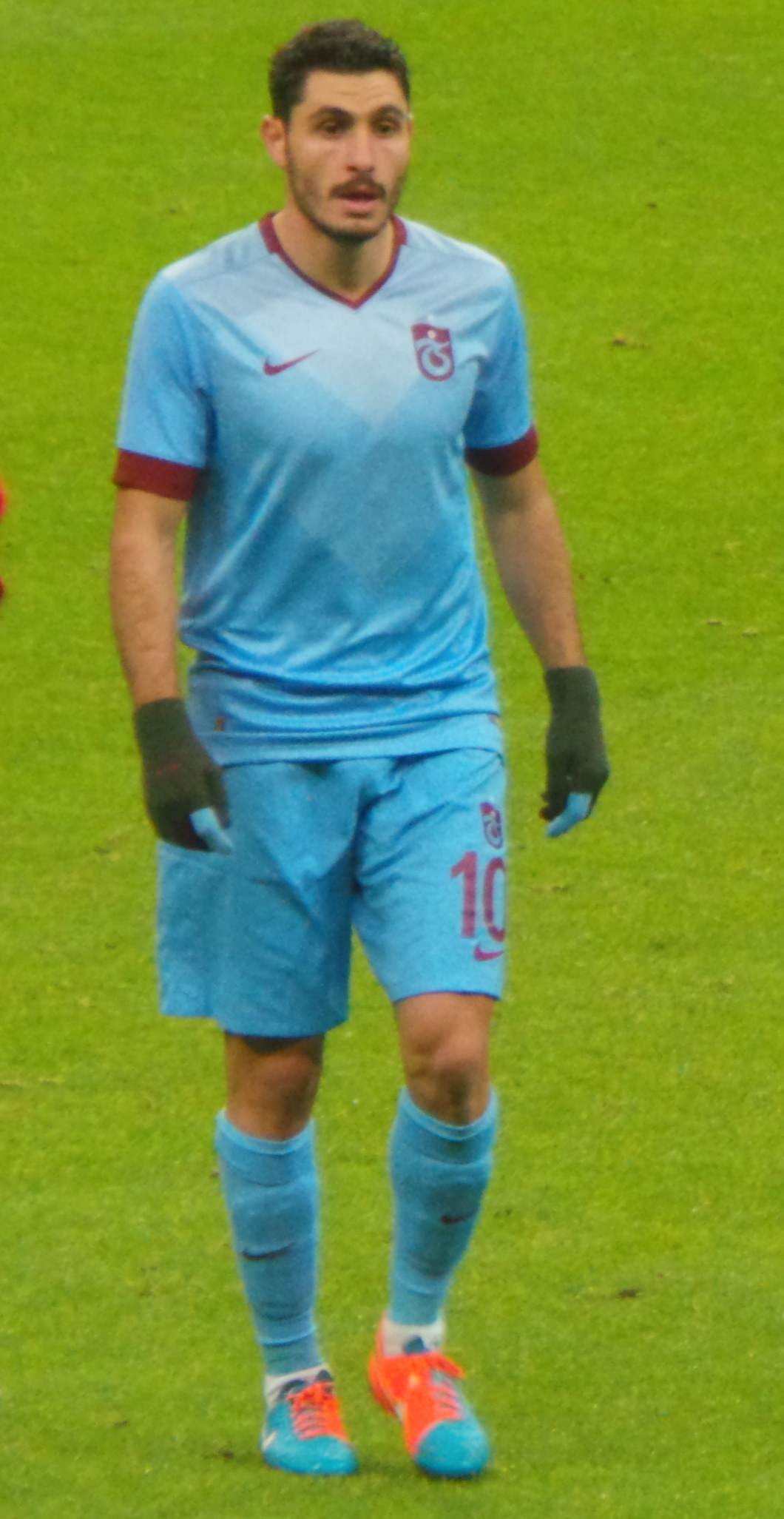
Özer Hurmacı (* 1986)

- Hurme, Jani (* 1975), finnischer Eishockeytorwart
- Hurme, Jarkko (* 1986), finnischer Fußballspieler
- Hurme, Juha (* 1959), finnischer Theaterregisseur und Schriftsteller
- Hurme, Risto (* 1950), finnischer Pentathlet und Fechter
- Hurmerinta, Maarit (* 1953), finnische Sängerin
- Hurmic, Pierre (* 1955), französischer Rechtsanwalt und Politiker
- Hurmuz, Georges (1797–1876), armenisch-katholischer Ordensgeistlicher und Generalabt der Mechitaristen von Venedig
- Hurmuzachi, Georgeta (* 1936), rumänische Kunstturnerin

### Hurn
- Hurndall, Richard (1910–1984), englischer Schauspieler
- Hurndall, Tom (1981–2004), britischer Fotojournalismus-Student und ISM-Aktivist
- Hürner, Franz Ludwig (1778–1849), Schweizer Politiker und Richter
- Hürner, Peter (1940–1991), deutscher Politiker (FDP), MdL
- Hürnheim, Hans Walther von († 1557), kaiserlicher Rat und Landsknechtsführer
- Hurni, Baptiste (* 1986), Schweizer Politiker (SP)
- Hurni, Christophe (* 1962), Schweizer Rennfahrer
- Hurni, Hans (1926–2017), Schweizer Bankier und Fussballfunktionär
- Hurni, Lorenz (* 1963), Schweizer Kartograf
- Hurni, Marco (* 1997), Schweizer Unihockeyspieler
- Hurni, Rudolf (1914–2003), Schweizer Maler
- Hurník, Ilja (1922–2013), tschechischer Komponist und Pianist
- Hurník, Lukáš (* 1967), tschechischer Komponist
- Hurnik, Wolfgang (* 1950), deutscher Jurist, Vizepräsident des Rechnungshofs von Berlin
- Hurns, Allen (* 1991), US-amerikanischer American-Football-Spieler
- Hurny, Albert (1920–2010), deutscher Schriftsteller

### Huro
- Hurok, Sol (1888–1974), Konzertveranstalter
- Hurow, Oleksandr (* 1971), ukrainischer Boxer

### Hurp
- Ḫurpatila, König von Elam

### Hurr
- Hurr ibn Abd ar-Rahman, al-, Statthalter von Andalusien
- Hurr, Viktor (* 1949), russlanddeutscher Maler
- Hurran, Nick (* 1959), britischer Film- und Fernsehregisseur sowie Fernsehproduzent
- Hurraß, Otto (1902–1934), deutscher Kommunist und NS-Opfer
- Hurreeram, Mahendranuth Sharma, mauritischer Politiker
- Hurrelbrinck, Friedrich Wilhelm (1806–1877), preußischer Generalleutnant
- Hurrell, George (1904–1992), US-amerikanischer Porträt- und Modefotograf
- Hurrell, Graham (* 1975), englischer Badmintonspieler
- Hurrell, Harold (* 1940), britischer Konzeptkünstler
- Hurrell, James (* 1984), englischer Dartspieler
- Hurrelmann, Bettina (1943–2015), deutsche Literaturwissenschaftlerin und Hochschullehrerin
- Hurrelmann, Klaus (* 1944), deutscher Sozial-, Bildungs- und GesundheitswissenschaftlerKlaus Hurrelmann (* 1944)

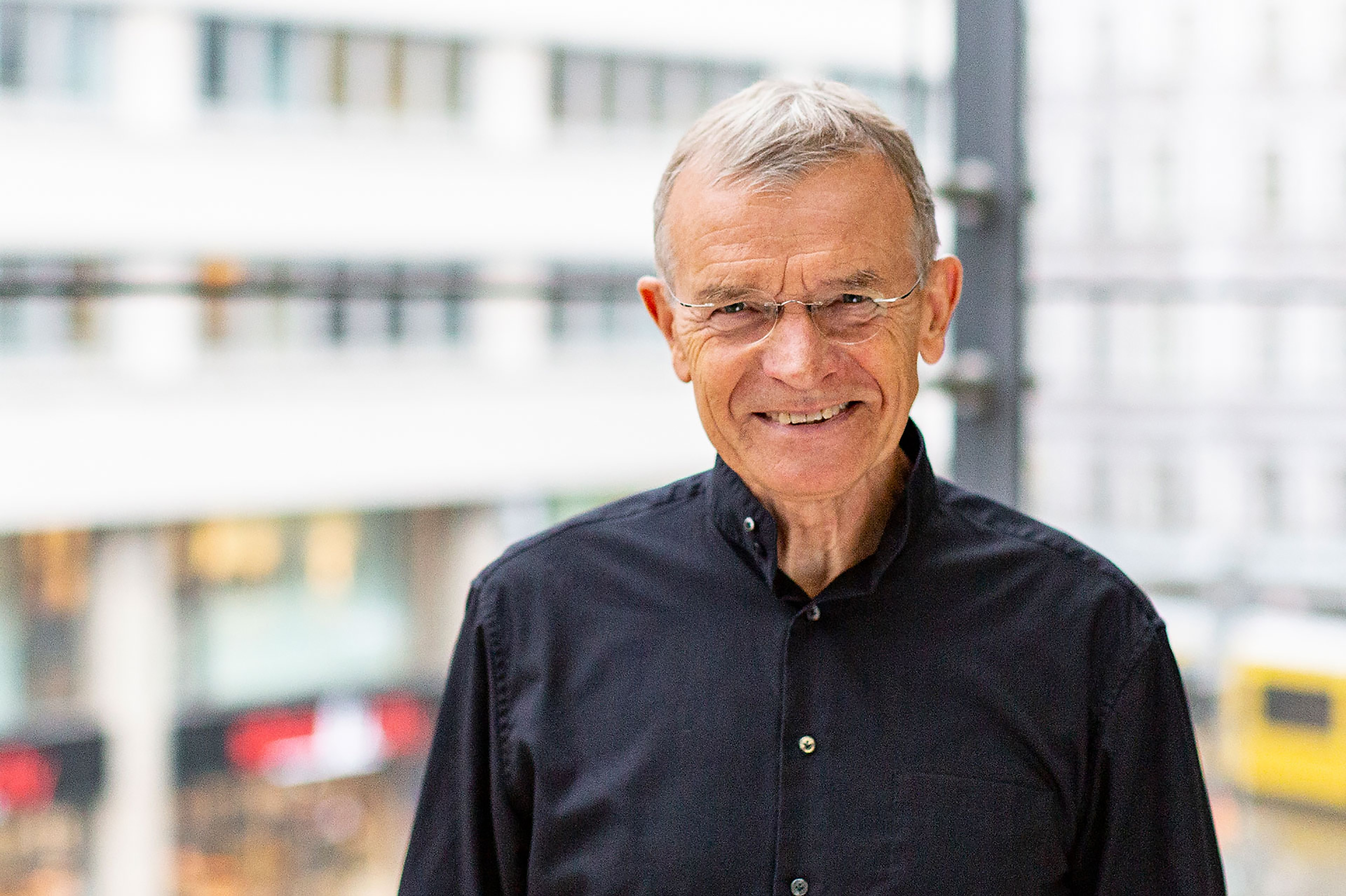
Klaus Hurrelmann (* 1944)

- Hurren, Brian (* 1980), schottischer Musiker
- Hurricane Chris (* 1989), US-amerikanischer Rapper
- Hürrig, Hansjürgen (* 1944), deutscher Schauspieler
- Hurring, Jean (1930–2020), neuseeländische Schwimmerin
- Hurrle, Beatrice (* 1976), deutsche Hochschullehrerin
- Hurrle, Curth (1903–1987), deutscher Theaterschauspieler und Intendant
- Hurrle, Rüdiger (* 1936), deutscher Unternehmer und Kunstsammler
- Hurrle, Theodor (1919–1997), deutscher Gewerkschaftssekretär und Politiker (SPD), MdL (Baden-Württemberg)

### Hurs
- Hürsch, Oskar (1892–1979), Schweizer Politiker
- Hürsch, Otto (1860–1947), Schweizer Konditor
- Hurschid Pascha († 1822), osmanischer General und Großwesir des Osmanischen Reiches
- Hurschler, Andreas (* 1977), Schweizer Nordischer Kombinierer
- Hurschler, Seppi (* 1983), Schweizer Nordischer Kombinierer
- Hurschmann, Rolf (* 1953), deutscher Klassischer Archäologe
- Hursey, Anna (* 2006), walisische Tischtennisspielerin
- Hurskainen, Henri (* 1986), schwedischer Badmintonspieler
- Hurske, Reetta (* 1995), finnische Hürdenläuferin
- Hursky, Christian (* 1961), österreichischer Politiker (SPÖ), Landtagsabgeordneter, Abgeordneter zum Nationalrat
- Hursley, Joe (* 1979), US-amerikanischer Schauspieler und Sänger
- Hurson, Martin (1956–1981), nordirischer Widerstandskämpfer und Hungerstreikender
- Hurst, André (* 1940), Schweizer Altphilologe
- Hurst, Andy (* 1974), britischer Regisseur und Drehbuchautor
- Hurst, Anne-Marie, englische Musikerin
- Hurst, Art (1933–1993), kanadischer Eishockeyspieler
- Hurst, Brandon (1866–1947), britischer Film- und Theaterschauspieler
- Hurst, Brian Desmond (1895–1986), irischer Filmregisseur, Drehbuchautor und Filmproduzent
- Hurst, Cecil (1870–1963), britischer Jurist und Präsident des Ständigen Internationalen Gerichtshofs in Den Haag (1934–1936)
- Hurst, David (1926–2019), deutscher Schauspieler
- Hurst, Emma (* 1996), britische Tennisspielerin
- Hurst, Fabienne (* 1987), deutsche Journalistin, Autorin und Filmemacherin
- Hurst, Fannie (1889–1968), US-amerikanische Schriftstellerin
- Hürst, Fred (* 1949), Schweizer Unternehmer und Hotelier
- Hurst, Geoff (* 1941), englischer FußballspielerGeoff Hurst (* 1941)

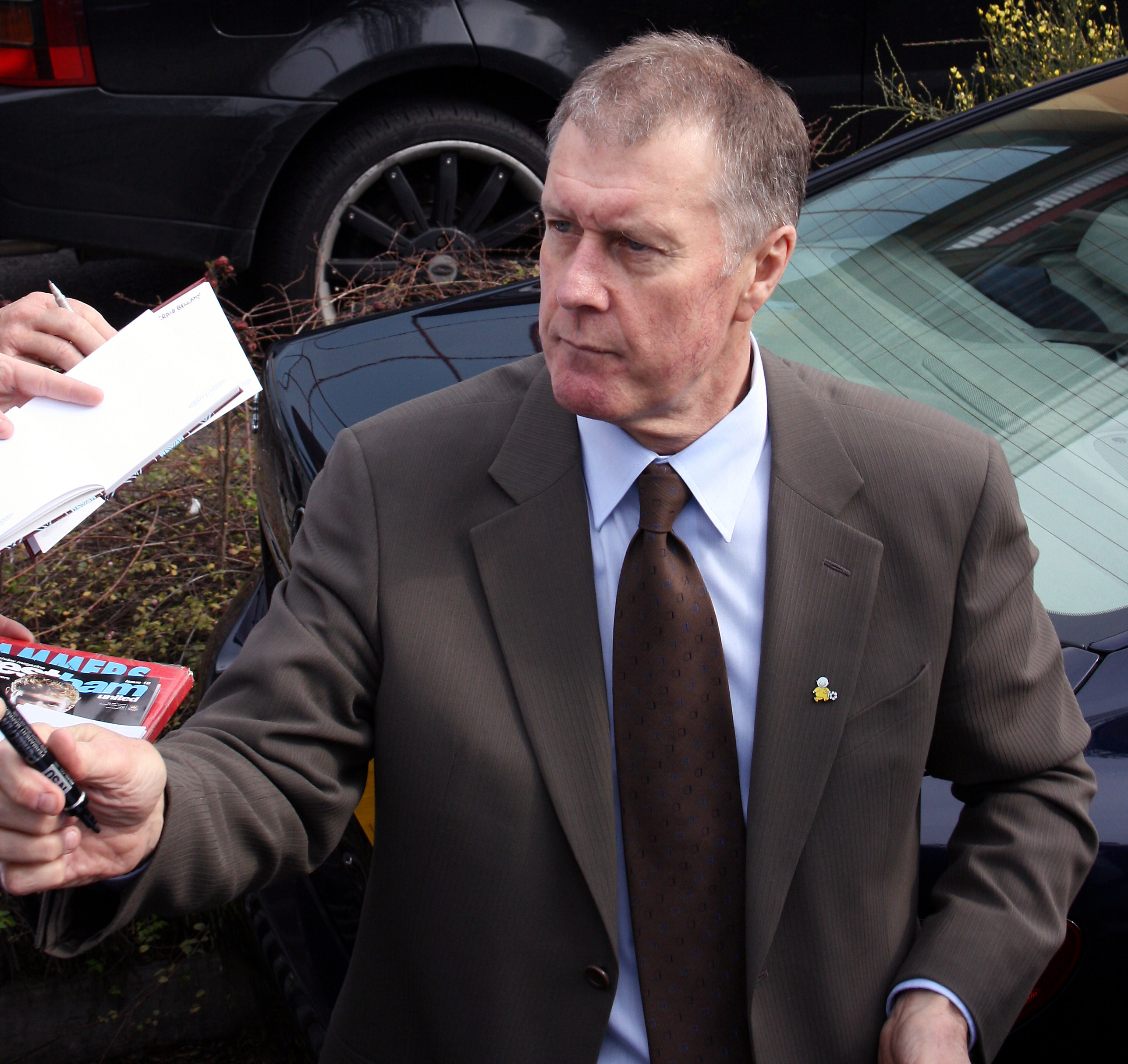
Geoff Hurst (* 1941)

- Hurst, George (1926–2012), britischer Dirigent und Hochschullehrer
- Hurst, Harald (1945–2024), deutscher Mundartdichter
- Hurst, Harold Edwin (1880–1978), britischer Hydrologe
- Hurst, Hayden (* 1993), US-amerikanischer American-Football-Spieler
- Hurst, Hector (* 1992), britischer Automobilrennfahrer
- Hurst, Isabell (* 1999), deutsche Handballspielerin
- Hurst, Jackson (* 1979), US-amerikanischer Schauspieler
- Hurst, James (* 1991), US-amerikanischer American-Football-Spieler
- Hurst, Joe (* 1999), walisischer Schauspieler
- Hurst, John (1927–2003), britischer Archäologe
- Hurst, John (1947–2024), englischer Fußballspieler
- Hurst, John Fletcher (1834–1903), amerikanischer Bischof in der Methodist Episcopal Church und erster Kanzler der American University in Washington, D.C.
- Hurst, Lee (* 1970), englischer Fußballspieler
- Hurst, Lillian (* 1943), puerto-ricanische Schauspielerin und Komikerin
- Hürst, Maja (* 1978), Schweizer Graffiti- und Streetart-Künstlerin
- Hurst, Marcus (* 1986), deutscher Handballschiedsrichter
- Hurst, Marta (* 1992), portugiesische Volleyball- und Beachvolleyballspielerin
- Hurst, Michael (* 1957), britisch-neuseeländischer Schauspieler und Filmregisseur
- Hurst, Michelle (* 1942), US-amerikanische Schauspielerin
- Hurst, Paul (1888–1953), US-amerikanischer Schauspieler, Regisseur und Drehbuchautor
- Hurst, Ralph S. (1907–1972), US-amerikanischer Szenenbildner
- Hurst, Reg (1917–1973), australischer Politiker, Sprecher des South Australian House of Assembly
- Hurst, Rick (1946–2025), US-amerikanischer Schauspieler
- Hurst, Robert (* 1964), US-amerikanischer Bassist
- Hurst, Ryan (* 1976), US-amerikanischer SchauspielerRyan Hurst (* 1976)

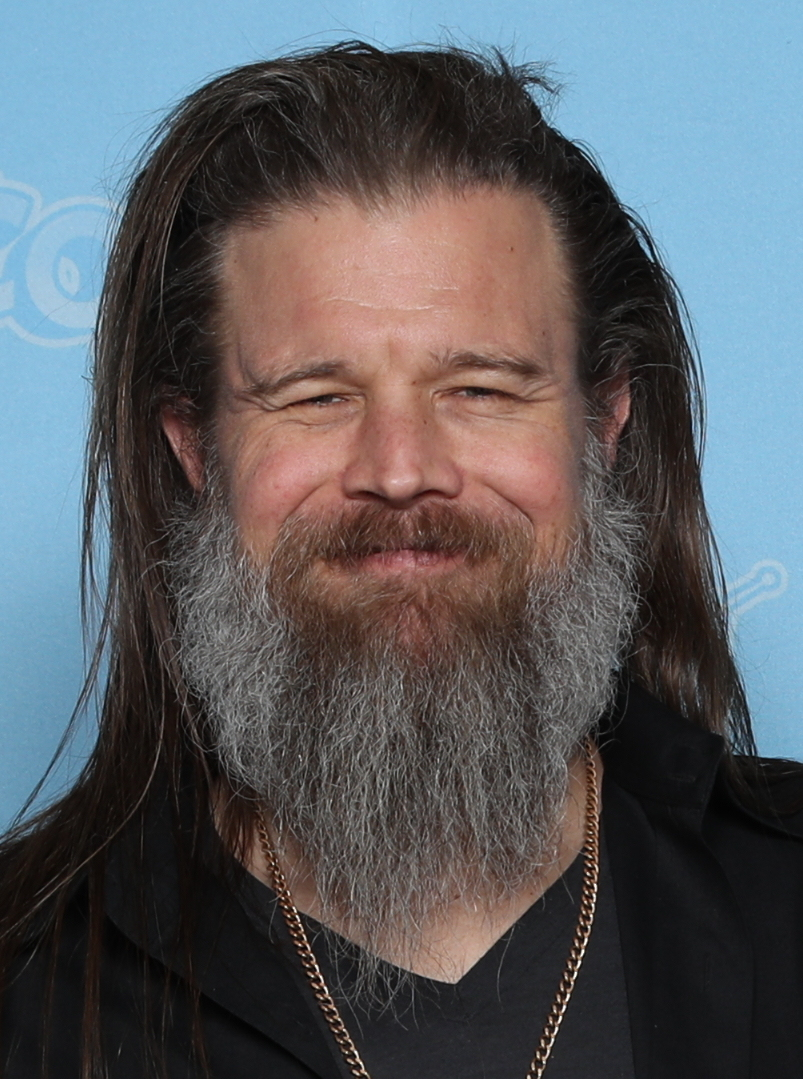
Ryan Hurst (* 1976)

- Hurst, Samia (* 1971), Schweizer Bioethikerin
- Hurston, Zora Neale (1891–1960), US-amerikanische Schriftstellerin und Anthropologin

### Hurt
- Hurt, A J (* 2000), US-amerikanische Skirennläuferin
- Hurt, Albert (* 1999), estnischer Volleyballspieler
- Hurt, Benno (* 1941), deutscher Schriftsteller, Fotograf und Jurist
- Hurt, Eduard Christian (* 1955), deutscher Zellbiologe
- Hurt, Jakob (1839–1907), estnischer Sprachwissenschaftler, Theologe und Folklorist
- Hurt, James (* 1967), US-amerikanischer Jazzmusiker
- Hurt, John (1940–2017), britischer SchauspielerJohn Hurt (1940–2017)

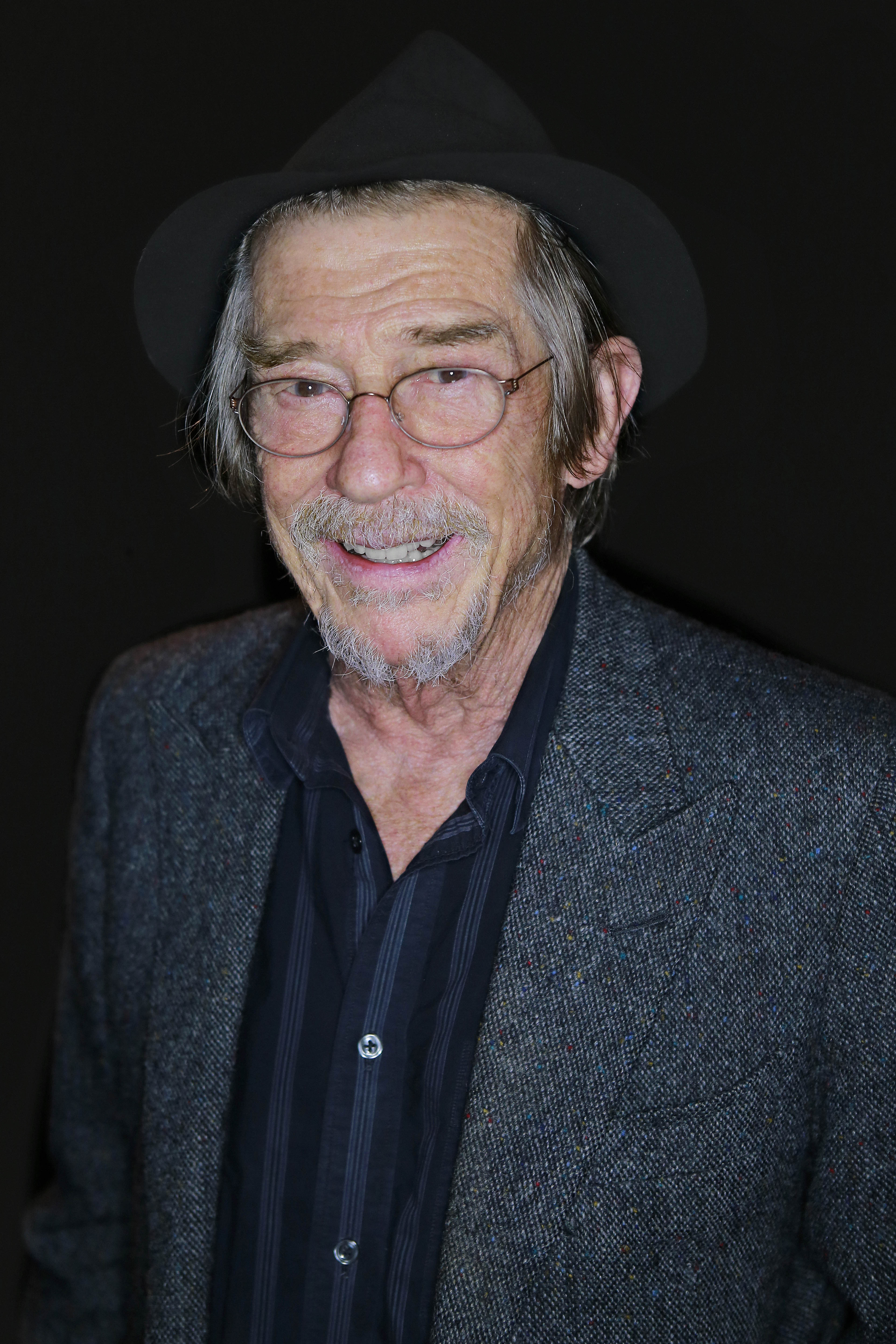
John Hurt (1940–2017)

- Hurt, Leopold (* 1979), deutscher Komponist und Zitherspieler
- Hurt, Mary Beth (* 1948), US-amerikanische Schauspielerin
- Hurt, Mississippi John (1892–1966), Blues-Sänger und Gitarrist
- Hurt, Robert (* 1969), US-amerikanischer Politiker
- Hurt, Tony (* 1946), neuseeländischer Ruderer
- Hurt, William (1950–2022), US-amerikanischer Schauspieler
- Hurtado de Mendoza y Pacheco, Luis (1489–1566), spanischer Adliger und Politiker
- Hurtado de Mendoza y Quiñones, Diego (1444–1502), spanischer Kardinal
- Hurtado de Mendoza, Andrés, spanischer Offizier; Vizekönig von Peru
- Hurtado de Mendoza, Diego (1590–1639), spanischer Botschafter in England
- Hurtado de Mendoza, García (1535–1609), Gouverneur von Chile (1557–1561), Vizekönig von Peru (1588–1593)
- Hurtado Delgado, Miguel Ángel (1922–1951), peruanischer Lehrer, Journalist, Musiker und Komponist
- Hurtado Galleguillos, Osvaldo (* 1957), chilenischer Fußballspieler
- Hurtado y Robles, Anastasio (1890–1972), mexikanischer römisch-katholischer Geistlicher und Bischof von Tepic
- Hurtado, Alberto (1901–1952), chilenischer Jesuit und Heiliger der katholischen Kirche
- Hurtado, Antonio (* 1959), spanischer Energietechniker
- Hurtado, Avilés (* 1987), kolumbianischer Fußballspieler
- Hurtado, Brayan (* 1999), venezolanischer Fußballspieler
- Hurtado, David (* 1999), ecuadorianischer Leichtathlet
- Hurtado, Diosbelys (* 1973), kubanisch-spanischer Boxer
- Hurtado, Edson (* 1980), bolivianischer Journalist, Schriftsteller, Dichter, Hörfunkjournalist, Forscher und Aktivist
- Hurtado, Eduardo (* 1969), ecuadorianischer Fußballspieler
- Hurtado, Erik (* 1990), US-amerikanisch-mexikanischer Fußballspieler
- Hurtado, Fernando (1927–1993), chilenischer Fußballspieler
- Hurtado, Fernando (* 1983), chilenischer Fußballspieler
- Hurtado, Iván (* 1974), ecuadorianischer FußballspielerIván Hurtado (* 1974)

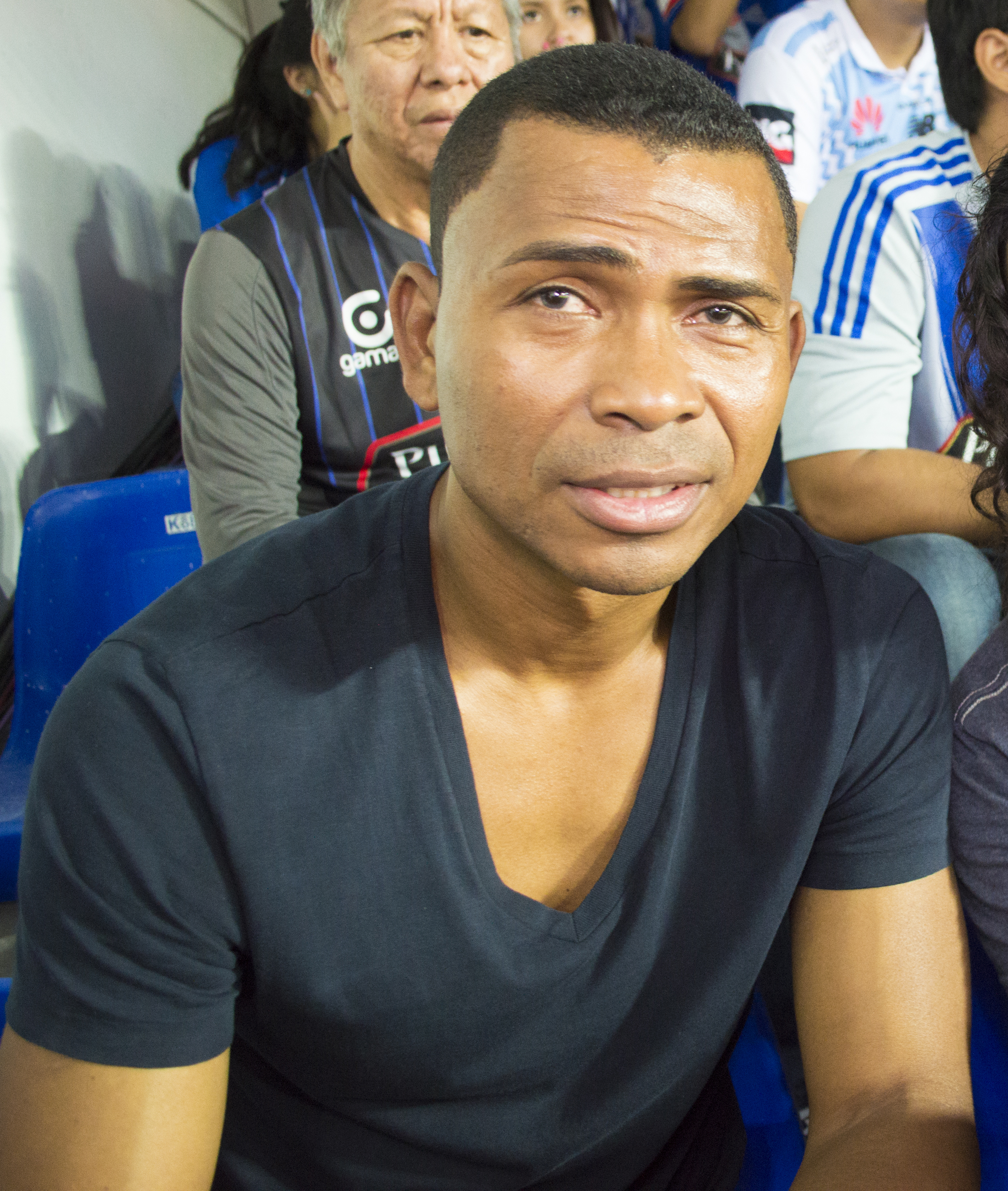
Iván Hurtado (* 1974)

- Hurtado, Jaime (1937–1999), ecuadorianischer Politiker
- Hurtado, Jan Carlos (* 2000), venezolanischer Fußballspieler
- Hurtado, Jordi (* 1957), spanischer Synchronsprecher und Fernsehmoderator
- Hurtado, José (* 1995), kolumbianischer Fußballspieler
- Hurtado, José (* 2001), ecuadorianischer Fußballspieler
- Hurtado, Luchita (1920–2020), US-amerikanische Malerin
- Hurtado, María (* 2000), chilenische Weitspringerin
- Hurtado, Moisés (* 1981), spanischer Fußballspieler
- Hurtado, Osvaldo (* 1939), ecuadorianischer Politiker, Präsident von Ecuador
- Hurtado, Pablo (* 1932), kolumbianischer Radrennfahrer
- Hurtado, Paolo (* 1990), peruanischer Fußballspieler
- Hurtado, Ricardo (* 1999), US-amerikanischer Schauspieler
- Hurtado, Sebastian (* 1982), kolumbianischer Mathematiker
- Hurtaj, Ľubomír (* 1975), slowakischer Eishockeyspieler
- Hurtak, James J. (* 1940), US-amerikanischer Autor
- Hurtala, Milan (1946–2021), tschechoslowakischer Ruderer
- Hurte, Gerhard (1906–1976), deutscher Maler, Glasmaler und Restaurator
- Hurteau, Jean-Pierre (1924–2009), kanadischer Opernsänger
- Hürten, David (* 1995), deutscher Schauspieler
- Hürten, Heinz (1928–2018), deutscher Historiker und Kirchenhistoriker
- Hürten, Joseph (1899–1977), deutscher Politiker der CDU
- Hürten, Marianne (* 1953), deutsche Politikerin (Bündnis 90/Die Grünen), MdL
- Hürten, Sepp (1928–2018), deutscher Bildhauer
- Hurter, David (1770–1844), Schweizer Buchbinder, Papierverarbeiter und Spielkartenhersteller
- Hurter, Ferdinand (1844–1898), Schweizer Chemiker
- Hurter, Friedrich Emanuel von (1787–1865), schweizerisch-österreichischer Historiker und Theologe
- Hurter, Hugo (1832–1914), Schweizer Jesuit, Theologe und Autor
- Hurter, Johann Christoph, deutscher Kartograph
- Hurter, Johann Heinrich (1734–1799), Schweizer Miniatur- und Pastellmaler sowie Erfinder und Gründer einer Manufaktur für mathematische und physikalische Instrumente
- Hürter, Johannes (* 1963), deutscher Historiker
- Hürter, Karl-Joachim (* 1960), deutscher Hockeyspieler
- Hurter, Leonhard (1678–1733), Schweizer Mediziner
- Hürter, Marcel (* 1980), deutscher Politiker (SPD), MdL
- Hürter, Peter (* 1935), deutscher Pädiater und Diabetologe
- Hürter, René (* 1982), deutscher TV-Hellseher
- Hurter, Thomas (* 1963), Schweizer Politiker (SVP)
- Hürter, Tobias (* 1972), deutscher Journalist und Autor
- Hürtgen, Claudia (* 1971), deutsche AutomobilrennfahrerinClaudia Hürtgen (* 1971)

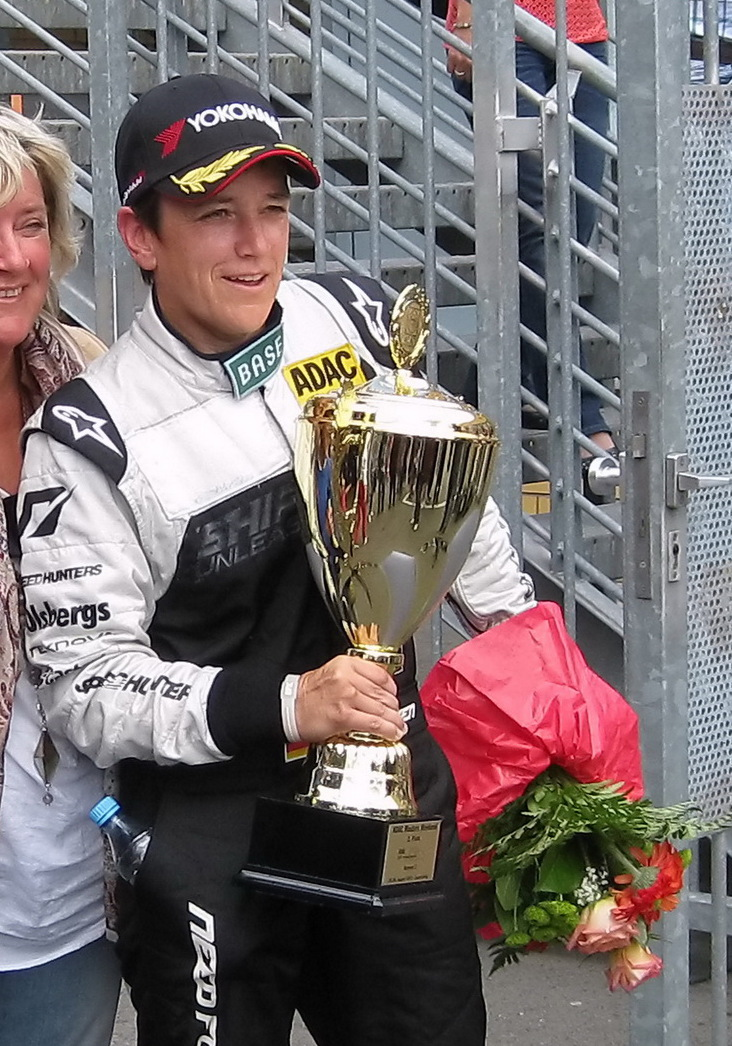
Claudia Hürtgen (* 1971)

- Hürtgen, Gottfried (* 1905), deutscher Bahnradfahrer
- Hürtgen, Moritz (* 1989), deutscher Satiriker, Buchautor und Journalist
- Hürtgen, Renate (* 1947), deutsche Historikerin, Philosophin und Bürgerrechtlerin
- Hurth, Elisabeth (* 1961), deutsche Dozentin, Lerntherapeutin und Autorin
- Hürth, Franz (1880–1963), deutscher Geistlicher und Moraltheologe
- Hurth, Hanno (* 1963), deutscher Politiker und Landrat
- Hürth, Hermann Joseph (1847–1935), deutscher Architekt
- Hurth, Peter Joseph (1857–1935), deutscher Bischof und Erzbischof in Britisch-Indien bzw. auf den Philippinen
- Hürth, Theodor (1877–1944), deutscher Geistlicher und Generalpräses des Internationalen Kolpingwerkes
- Hürthle, Karl (1860–1945), deutscher Physiologe
- Hurtig, Lina (* 1995), schwedische FußballspielerinLina Hurtig (* 1995)

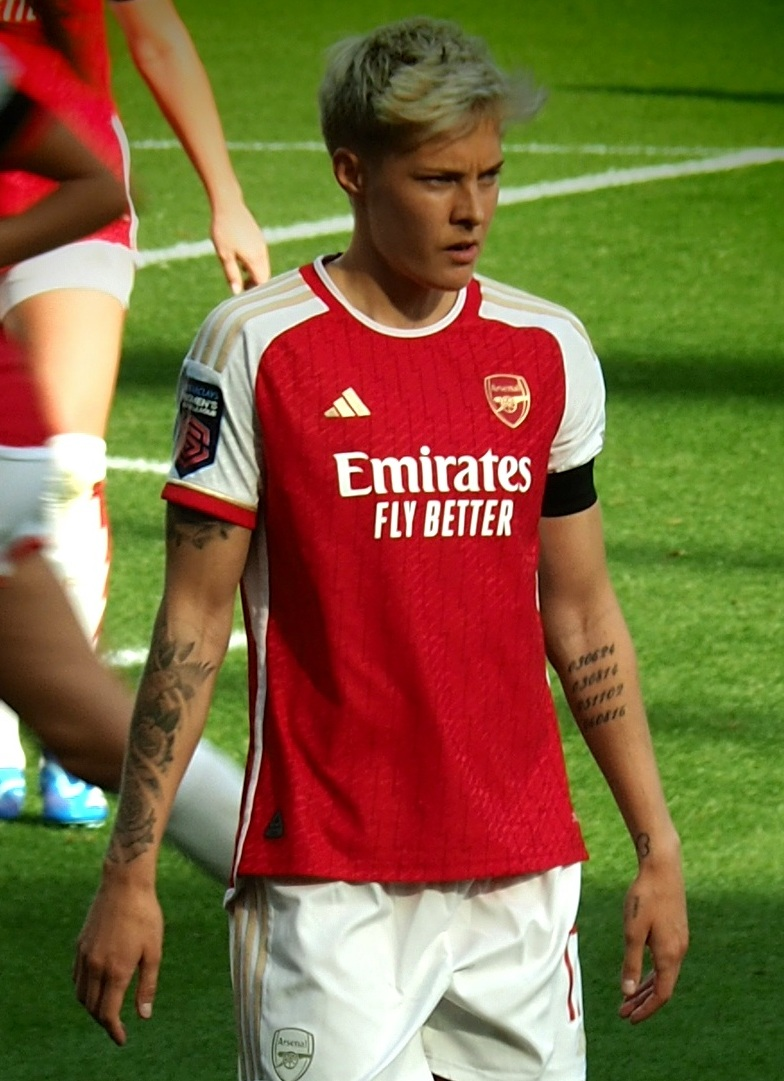
Lina Hurtig (* 1995)

- Hurtig, Lisa (* 1987), schwedische Fußballspielerin
- Hurtig, Theodor (1897–1977), deutscher Geograph, Meteorologe und Fachdidaktiker
- Hurtík, Marian (* 1951), deutsch-slowakischer Eishockeyspieler und -trainer
- Hurtis, Muriel (* 1979), französische Sprinterin
- Hurts, Jalen (* 1998), US-amerikanischer American-Football-Spieler
- Hurttig, Marcus Andrew (* 1974), deutscher Kunsthistoriker, Kurator und Museumsleiter
- Hurtubise, Jacques (* 1957), kanadischer Mathematiker
- Hurtubise, Jim (1932–1989), US-amerikanischer Rennfahrer
- Hurtubise, Mark (* 1984), kanadischer Eishockeyspieler
- Hurtzig, Carl (1861–1936), deutscher Bürgermeister
- Hurtzig, Ferdinand (1872–1939), deutscher Landschaftsgärtner und kommunaler Baubeamter
- Hurtzig, Fritz (1825–1897), Industrieller und Wirtschaftsführer
- Hurtzig, Georg (1812–1865), Bildhauer, Vergolder und Lehrer an der Polytechnischen Schule in Hannover
- Hurtzig, Theodor Ferdinand (1833–1911), deutscher Verwaltungsjurist und Politiker

### Huru
- Huruk, Jan (* 1960), polnischer Marathonläufer
- Hurum, Gerd Vold (1917–2004), norwegische Widerstandskämpferin, Kon-Tiki-Projektleiterin
- Hurum, Jørn (* 1967), norwegischer Paläontologe
- Hurus, Paul, deutscher Maler und Grafiker

### Hurw
- Hurwicz, Angelika (1922–1999), deutsche Theaterschauspielerin
- Hurwicz, Elias (1884–1973), jüdisch-russischer Soziologe
- Hurwicz, Leonid (1917–2008), US-amerikanischer Wirtschaftswissenschaftler
- Hurwitz, Adolf (1859–1919), deutscher MathematikerAdolf Hurwitz (1859–1919)

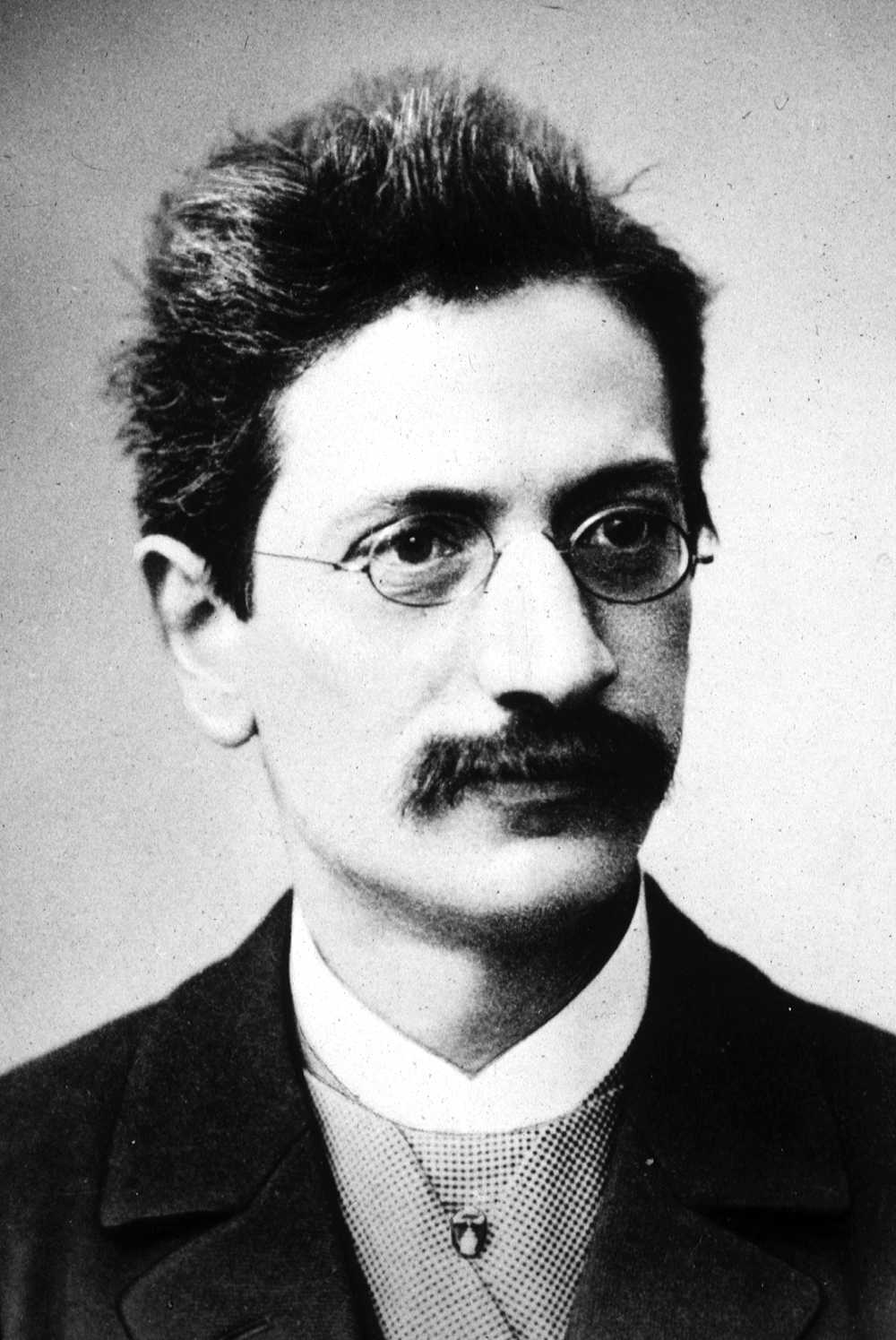
Adolf Hurwitz (1859–1919)

- Hurwitz, Emanuel (1935–2022), Schweizer Psychiater, Psychotherapeut, Publizist und Politiker (SP)
- Hurwitz, Gregg (* 1973), US-amerikanischer Schriftsteller
- Hurwitz, Henry (1918–1992), US-amerikanischer Physiker
- Hurwitz, Jigal (1918–1994), israelischer Politiker
- Hurwitz, Jon (* 1977), Regisseur, Drehbuchautor und Co-Filmproduzent
- Hurwitz, Jonty (* 1969), britischer Bildhauer und Ingenieur
- Hurwitz, Juli Ossipowitsch (1882–1953), russischer Mathematiker und Hochschullehrer
- Hurwitz, Julius (1857–1919), deutscher Mathematiker
- Hurwitz, Justin (* 1985), US-amerikanischer Komponist und Drehbuchautor
- Hurwitz, Leo (1909–1991), US-amerikanischer Filmregisseur, Filmproduzent, Drehbuchautor, Filmeditor und Kameramann
- Hurwitz, Mitchell (* 1963), US-amerikanischer Drehbuchautor, Fernsehproduzent und Schauspieler
- Hurwitz, Tom (* 1947), US-amerikanischer Kameramann und Dokumentarfilmer

### Hury
- Hüryılmaz, Ali (* 1945), türkischer Radrennfahrer
- Huryn, Arzjom (* 1998), belarussischer Leichtathlet

### Hurz
- Hürzeler, Alex (* 1965), Schweizer Politiker
- Hürzeler, Erich (* 1968), Schweizer Fussballspieler und -trainer
- Hürzeler, Fabian (* 1993), deutsch-schweizerischer Fußballspieler und -trainer
- Hürzeler, Johannes (1908–1995), Schweizer Paläontologe
- Hürzeler, Max, Schweizer Radsportler, Buchautor und Unternehmer
- Hürzeler, Samuel (* 1984), Schweizer Triathlet
- Hurzlmeier, Rudi (* 1952), deutscher Künstler, Cartoonist, Maler und AutorRudi Hurzlmeier (* 1952)

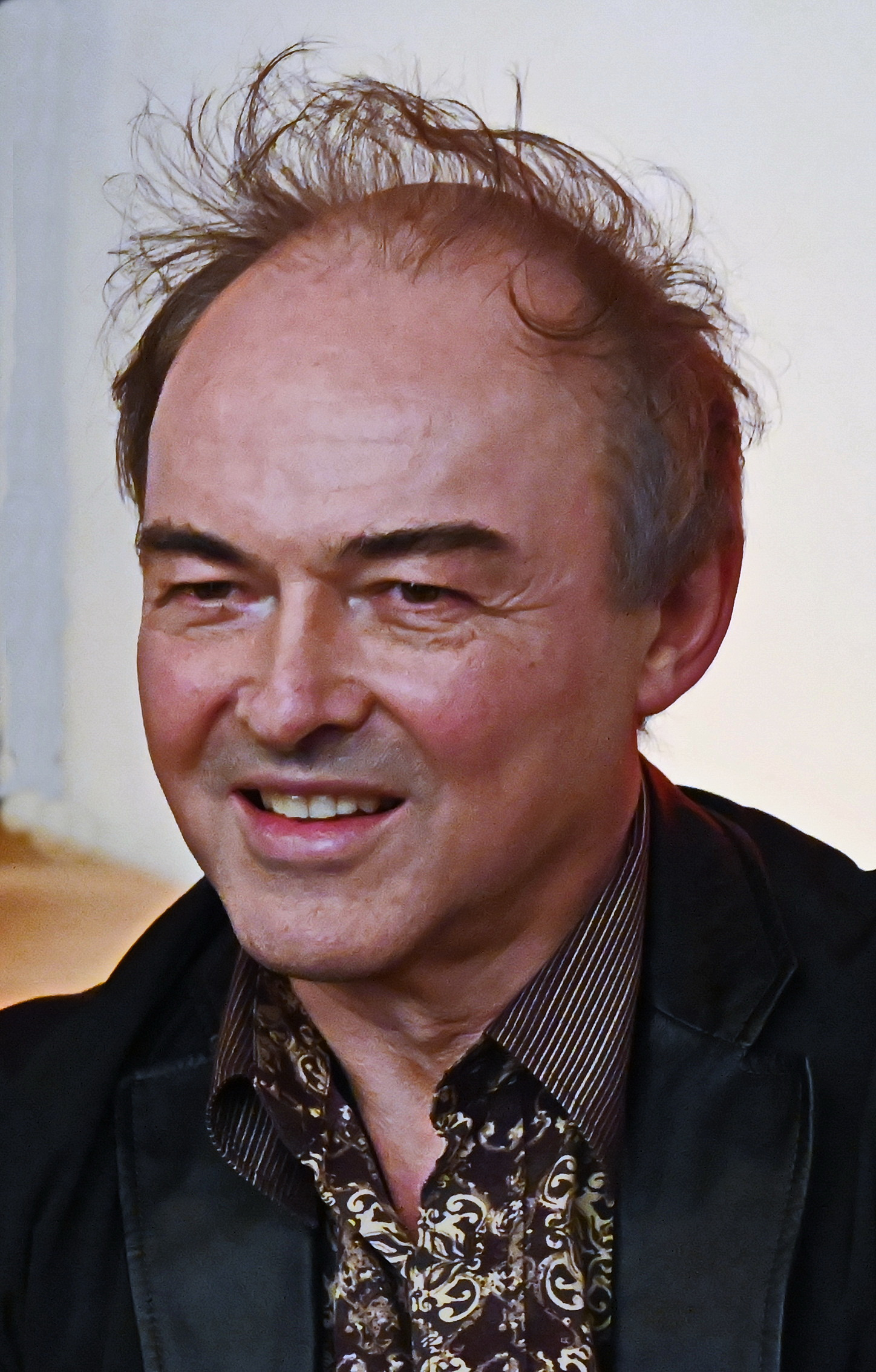
Rudi Hurzlmeier (* 1952)